# Амстердамский альбатрос
Амстерда́мский альбатро́с (лат. Diomedea amsterdamensis) — вид морских птиц из семейства альбатросовых (Diomedeidae), размером 107—122 см в длину, размахом крыльев в 280—340 см и весом 4,8—8 кг. Гнездится вид только на Амстердамских островах (территория Южной Франции) в южной части Индийского океана.

## Охрана
Амстердамский альбатрос считается вымирающим видом (категория EN), так как этот вид был описан только в 1983 году, и его численность оценивалась всего в 5 пар, но при помощи охраны этого вида, количество пар увеличилось до 18—25. В 2014 году численность популяции оценивалась в 46 пар или 96 половозрелых особей. 